# Noctivagus
Noctivagus är ett gothrockband bildat i Lissabon i Portugal 1994.
Soundet vid Noctivagus start blandade in element som Deathrock och Gothic rock och bestod av ett bas och gitarr drivet sound med Lino Átila growlande sång. Lyriskt handlade texterna om mytologi såsom, fantastiska varelser, kaosmagi samt, Dess namn togs från det latinska.

## Bandmedlemmar
- Lino Átila - sång
- Fernando N. - bas
- Nuno D`Ávila - gitarr
- Lady Miss Kill - trummor

## Diskografi

### Singlar
- Transmission (2005)
- Pilgrim Dimension (2010)

### EP
- Almas Ocultas(1995)
- Imenso (1998)
- After the Curse (2003)

### Album
- Ecos da noite (2011)

### Videografi
- Bad Dreams (2004)

## Böcker
- “Music To die For” , Cherry Red Books, (2009),  ISBN 978-1-901447-26-2, Den   internationella Guide till Dagens Extreme Music Scene av Mick Mercer

### Webbkällor
- delvis översatt version av den spanska Wikipedia
- http://musicworldradio.podomatic.com/
- https://web.archive.org/web/20121102020534/http://subexistance.com/interviews/noctivagus
- https://web.archive.org/web/20160304142012/http://www.cathedral13.com/ratings/tt042906.htm
- http://www.kittylectro.com/#djmixes
- https://web.archive.org/web/20110615043741/http://www.the-gothic-life.de/ctm/current.html
- http://www.ptjsm.karoo.net/operamyspace/MICK_15.pdf
- https://web.archive.org/web/20130629231934/http://blitz.sapo.pt/noctivagus-historia=f80616

### Halvofficiella webbplatser
- Noctivagus på Last.fm
- Noctivagus en Discogs